# 泰皮科柳山
18°54′43″S 68°52′38″W / 18.91194°S 68.87722°W
泰皮科柳山（Taypi Qullu），是秘魯的山峰，位於該國西部奧魯羅省，處於拉拉姆普卡拉山和基姆薩查塔山西南面，屬於安第斯山脈中玻利維亞西部山脈的一部分，海拔高度約4,600米。